# 中国西北航空
中国西北航空（ちゅうごくせいほくこうくう）は中華人民共和国にかつて存在した航空会社。正式名称は中国西北航空公司。1989年に中国民用航空総局（CAAC）の西安管理局を引き継いで設立されたが、旧民航系の航空会社の集約政策により、2002年に中国東方航空へ併合された。尾翼のデザインは、西北地区の神話に登場する天女が地球を遊弋する姿を表していた。

## 歴史

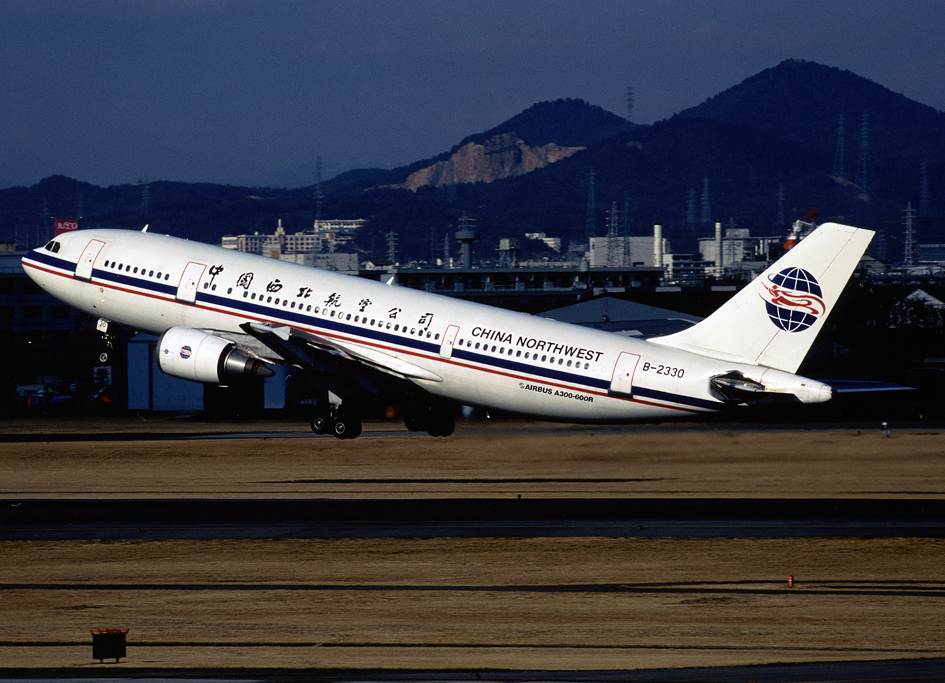
中国西北航空 エアバスA300-600R（2000年、名古屋空港）

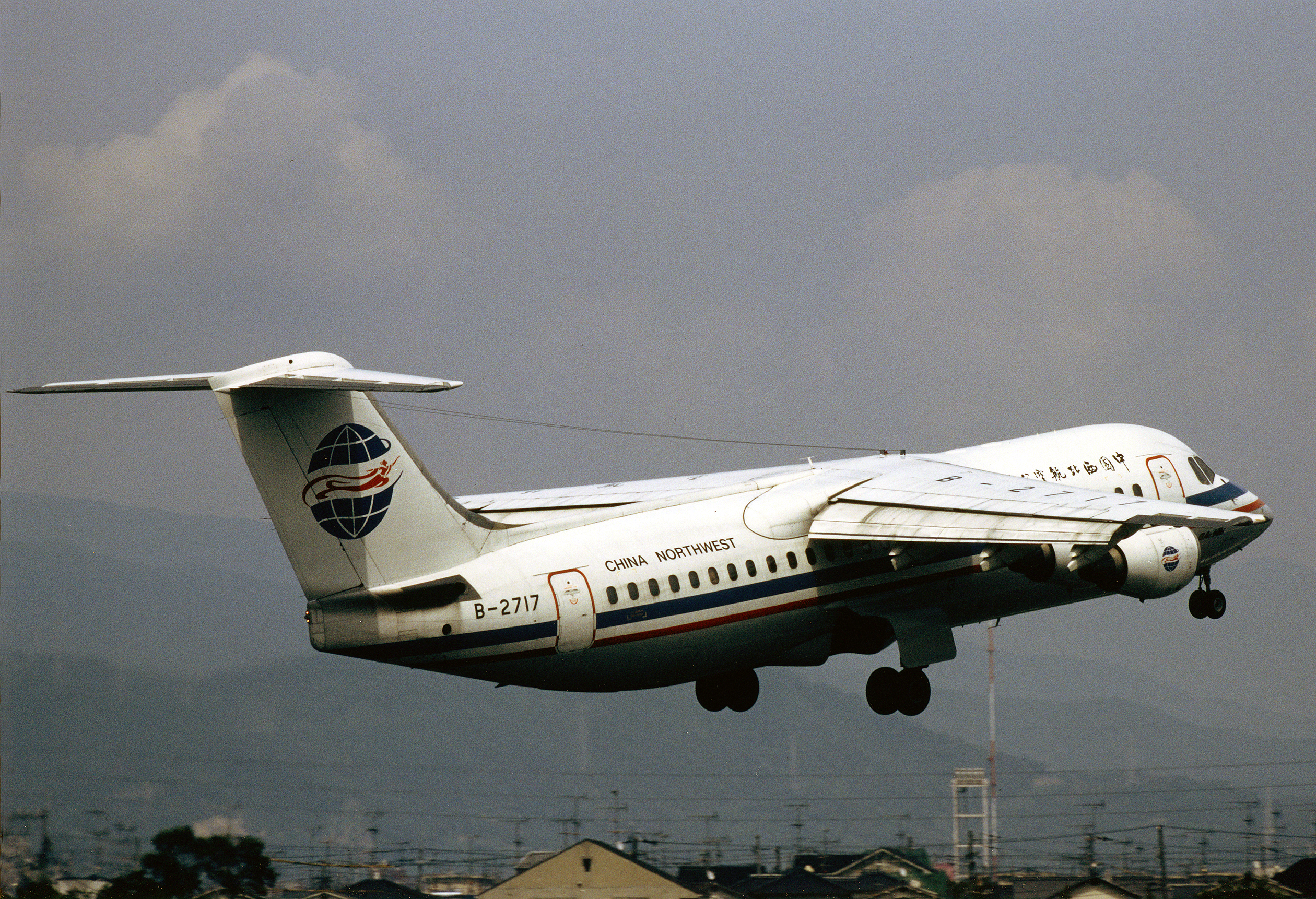
中国西北航空 ブリティッシュエアロスペースBAe 146-300（1995年、松山空港）

- 1989年12月6日　中国西北航空として独立。メインハブ空港は西安西関空港。
- 1991年9月1日　西安咸陽国際空港が開港。メインハブ空港も移転する。
- 1993年7月23日　銀川発北京行きWH2119便(BAe146-300)が銀川河東空港で離陸に失敗し墜落し、乗員5名、乗客108名、計113名のうち乗員1名、乗客54名が死亡した。
- 1994年6月6日　西安発広州行きのWH2303便(ツポレフTu-154M)が、西安を離陸直後に空中分解し墜落した。この事故で乗員14名、乗客146名、計160名全員が死亡した。
- 1995年　西安-上海（虹橋）-名古屋線を中国東方航空から引き継いだ形で開設する。（日本初就航）
- 1996年　西安-上海（虹橋）-広島線開設
- 1998年　西安-上海（虹橋）-新潟線、西安-青島-福岡線開設
- 2000年8月10日　上海（虹橋）-沖縄（那覇）線開設
- 2001年8月1日　上海（虹橋）-札幌（千歳）線開設
- 2002年10月11日　中国東方航空に併合され、中国東方航空西北公司となる。